# Julia Kadel

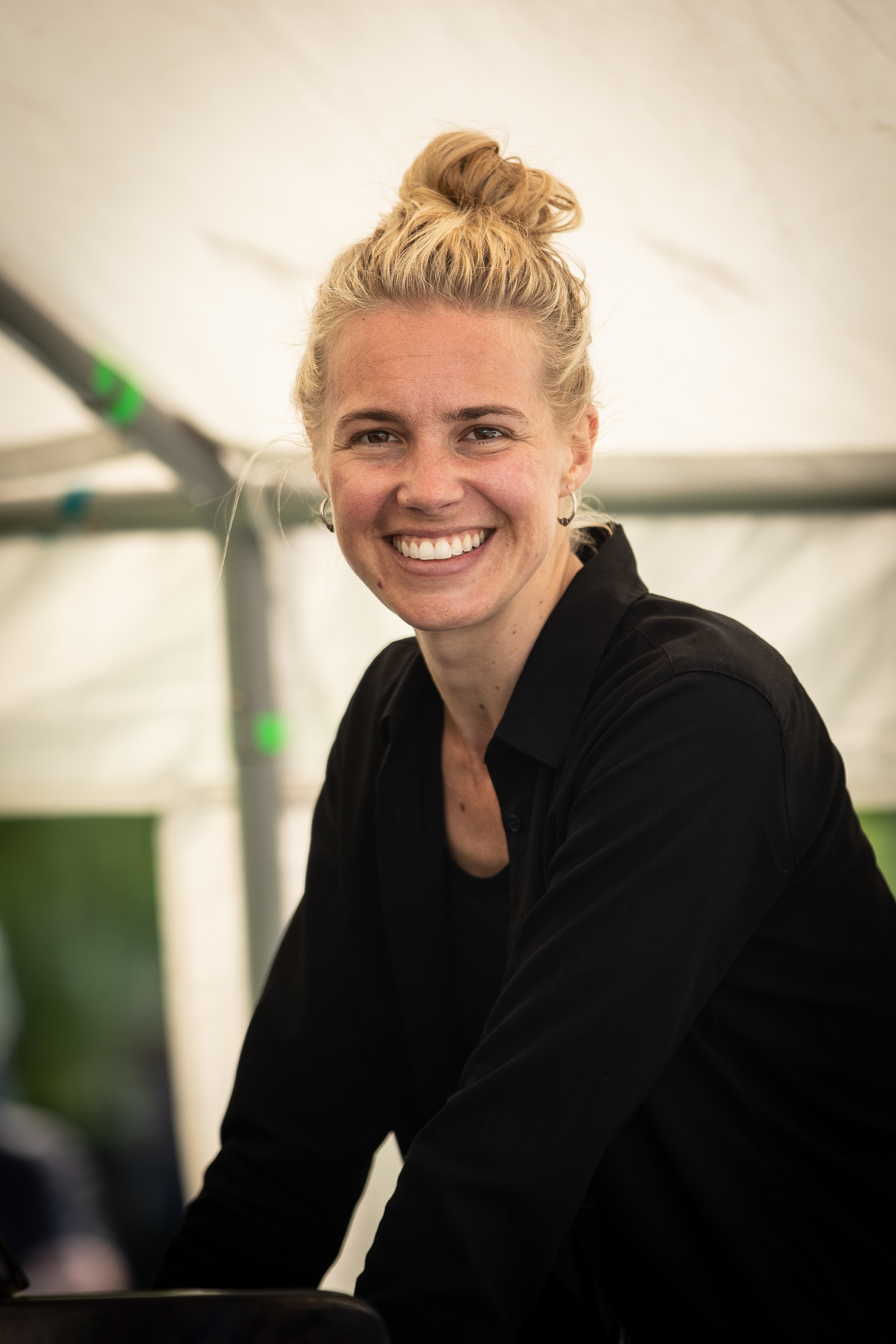
Kadel beim Moers Festival 2018

Julia Kadel (* 1986 in Berlin-Kreuzberg) ist eine deutsche Jazzpianistin und Komponistin.

## Leben und Werk
Kadel begann im Alter von sieben Jahren mit dem Klavierspiel. Sie erlernte zunächst klassisches Klavier und kam mit 15 Jahren zum Jazz. Sie studierte bis zum Vordiplom Psychologie an der Humboldt-Universität Berlin und 2009 bis zum Diplom 2014 Jazzklavier an der Hochschule für Musik Carl Maria von Weber Dresden.
Kadel gründete ein Trio mit dem deutsch-norwegischen Bassisten Karl-Erik Enkelmann (* 1987) und dem Schlagzeuger Steffen Roth (* 1989). 2014 erschien das Debüt-Album ihres Trios Im Vertrauen bei Blue Note Records/Universal, das beim Überjazz Festival in Hamburg präsentiert wurde. Ihr Konzert am 5. November 2015 im Jazzclub A-Trane im Rahmen des Jazzfestes Berlin wurde vom Deutschlandradio Kultur mitgeschnitten und am 16. November 2015 gesendet. Am 23. Februar 2017 sendete der Deutschlandfunk in der Reihe „JazzFacts“ ein einstündiges musikalisches Porträt der Jazz-Pianistin. Das Trio sei von Eigenkompositionen der Pianistin nun beim zweiten Album vermehrt zu gemeinsamen freien Improvisationen übergegangen, war die zentrale Beobachtung.
Seit 2016 arbeitete Kadel zudem in einem Duoprojekt mit dem Cellisten Anil Eraslan, mit dem das Album Noise Cloud entstand. Seit 2015 gehörte sie zum Quartett von Günter Baby Sommer mit Friedhelm Schönfeld und Walburga Walde. 2019 trat sie als Mitglied der German All Stars (mit Angelika Niescier, Johannes Lauer, Christian Kögel, Eva Kruse und Eva Klesse) auf dem Deutschen Jazzfestival in Frankfurt auf. Seit Herbst 2020 spielt Kadel in ihrem Trio mit der Kontrabassistin Athina Kontou und dem Schlagzeuger Devin Gray zusammen. Weiterhin ist sie mit dem Contrust Jazz Orchestra um den Saxophonisten Paul Berberich und mit der Sängerin Sera Kalo (eXante) zu hören.

## Diskografie (Auswahl)
- 2014: Julia Kadel Trio: Im Vertrauen (mit Karl-Erik Enkelmann und Steffen Roth; Blue Note)
- 2016: Julia Kadel Trio: Über und Unter (mit Karl-Erik Enkelmann und Steffen Roth; Blue Note)
- 2019: Julia Kadel Trio: Kaskaden (mit Karl-Erik Enkelmann und Steffen Roth, MPS)
- 2023: Julia Kadel Trio: Powerful Vulnerability (mit Athina Kontou und Devin Gray, MPS)

## Auszeichnungen

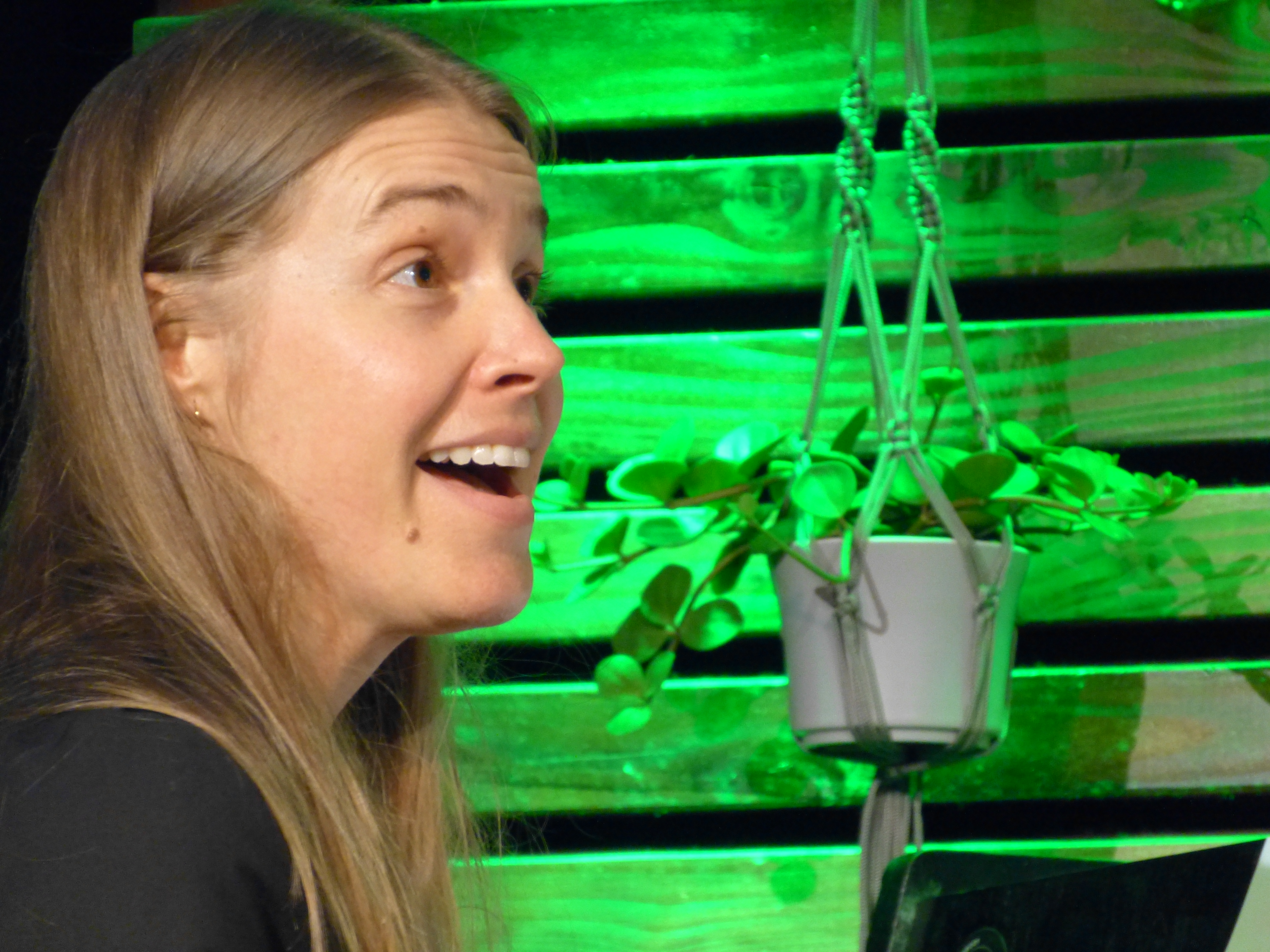
Julia Kadel 2021, gleich nach dem 3. Corona-Lockdown im Ensemble-Konzert im Green Room des Stadtgartens Köln

- 2013 Jazzpreis der Hochschule für Musik Saar (erstmals vergeben).[6]
- 2020: Jazz Pott Essen[7]